# Замък Хауърд
Замък Хауърд (на английски: Castle Howard) е аристократична резиденция, намираща се в Северен Йоркшър, Англия, на около 40 километра северно от град Йорк и днес често се упоменава като първата наистина барокова сграда, построена в Англия.
Също така се счита за сградата, чийто стил най-много прилича на бароковия стил на континентална Европа.
Третият граф на Карлайл възлага на своя приятел, напълно неопитния тогава архитект Джон Ванбру, строителството на сградата; управлението на строителството до голяма степен се извършва от Никълъс Хоксмор, бивш служител на Кристофър Рен.
Проектирането на сградата започва през 1699 г. и е завършено до 1712 г., западното крило е завършено през 1759 г.
Замъкът Хауърд е сграда, която няма равна на себе си в Англия по времето на изграждането ѝ. Фасадите и покривите, украсени с колони, статуи и преливащи орнаменти, превръщат тази барокова сграда незабавно в голям успех в Англия, последвана от много подобни здания. Още през 1709 г. повечето от частите на замъка Хауърд са готови за нанасяне; заключителните работи обаче се проточват през целия живот на Ванбруг. Тук се намира и последната творба на Ванбруг – „Храмът на ветровете“. Работата по западното крило е завършена едва след смъртта на Ванбруг.
Замъкът Хауърд днес е част от консорциума „Съкровищни къщи на Англия“, който има за цел организирането на туристически маркетинг и реклама на десет аристократични имения, които и до днес са частна собственост на историческите династии.

## Замъкът Хауърд като филмова площадка
Замъкът Хауърд е сценична площадка на игралния филм Бари Линдън и на телевизионните и кино продукции на Завръщане в Брайдсхед и може да бъде видян във филма Гарфилд 2 като измисления замък Карлайл. Интериорът на замъка Хауърд е показан в телевизионния сериал „Виктория“, където е представен уж за интериора на двореца Кенсингтън.